# Un Américain à Paris (film)
Pour les articles homonymes, voir Un Américain à Paris.
Pour plus de détails, voir Fiche technique et Distribution.

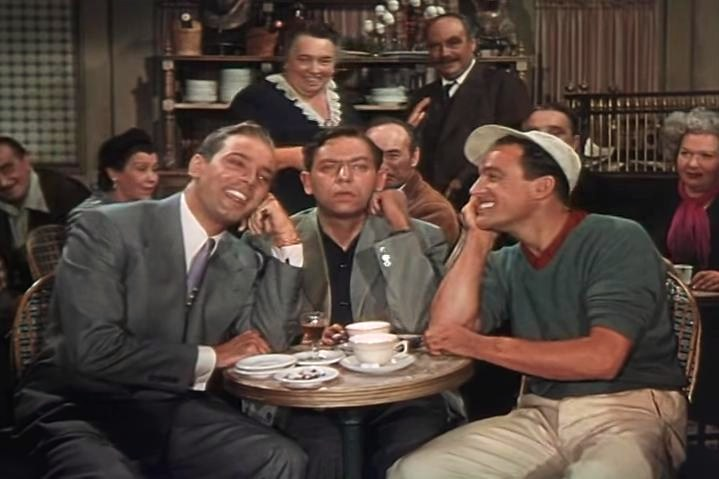
De g. à d. : Georges Guétary, Oscar Levant et Gene Kelly.

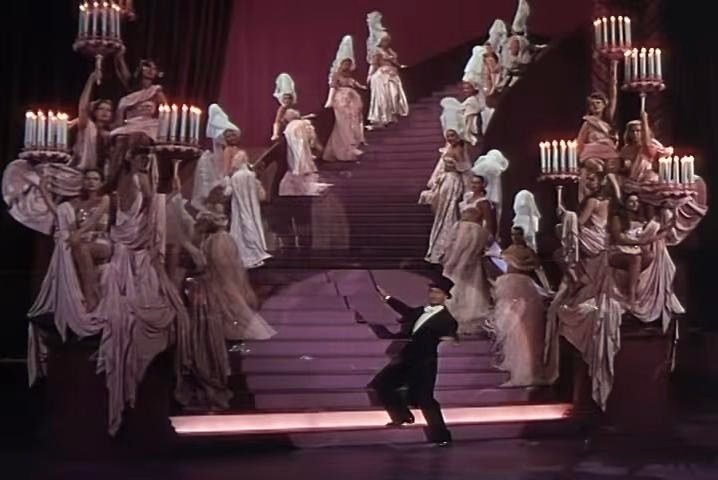
Georges Guétary dans le numéro I'll Build a Stairway to Paradise

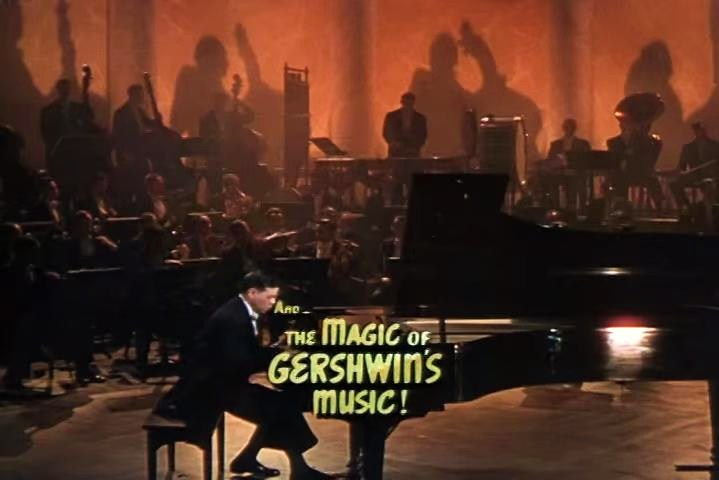
Oscar Levant jouant le concerto en fa de Gershwin

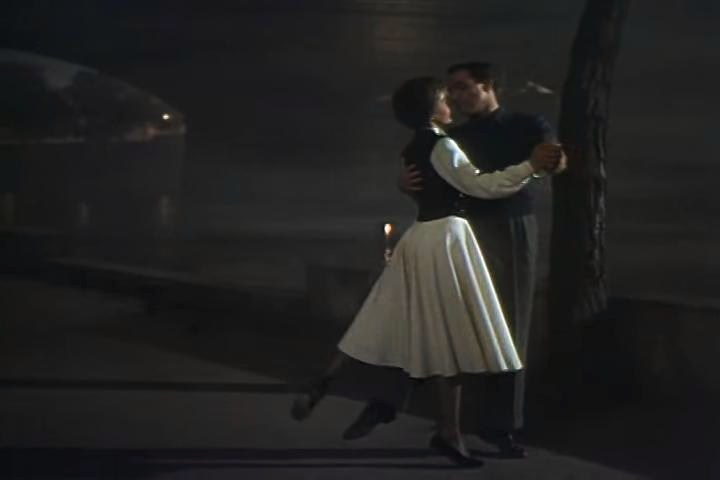
Danse de Leslie Caron et Gene Kelly

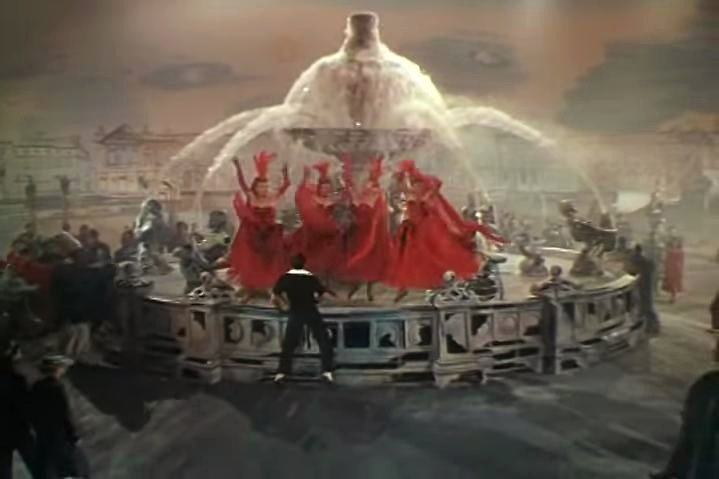
Gene Kelly dans le ballet Un Américain à Paris

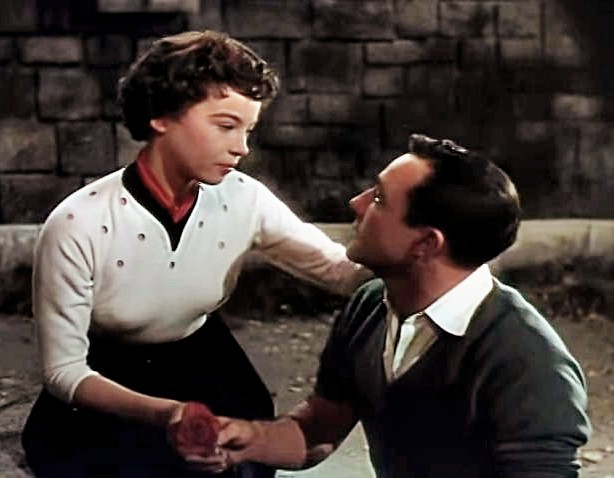
Leslie Caron et Gene Kelly.

Un Américain à Paris (An American in Paris) est une comédie musicale américaine réalisée par Vincente Minnelli, et composée par George Gershwin, sortie en 1951.

## Synopsis
À Paris, une riche héritière s'éprend de Jerry Mulligan (Gene Kelly), un jeune peintre américain. Mais celui-ci tombe amoureux de Lise (Leslie Caron), qui est elle-même promise à un autre homme, Henri.
Ce film est universellement célèbre pour sa scène finale : Jerry pense qu'il ne pourra jamais être avec Lise et fait un rêve fantastique : apothéose du film. Il rêve qu'il danse avec Lise partout dans les rues de Paris. Le fiancé de la jeune fille et tout un chœur se joignent à eux tout au long d'un ballet magistral qui dure près de dix-huit minutes. La musique du ballet (qui porte le nom du film) est de George Gershwin. Dans les dernières mesures, Henri accepte de renoncer à Lise, qui se précipite dans les bras de Jerry sous la bénédiction d'Henri. Le film s'achève.

## Fiche technique
- Titre : Un Américain à Paris
- Titre original : An American in Paris
- Réalisation : Vincente Minnelli
- Réalisateur 2de équipe : Peter Ballbusch
- Scénario et histoire : Alan Jay Lerner
- Production : Arthur Freed et Roger Edens producteur associé (non crédité)
- Société de production : Loew's et MGM
- Distribution : Metro-Goldwyn-Mayer
- Musique : elle intègre différentes œuvres de George Gershwin : parmi elles, le poème symphonique Un Américain à Paris (1928), ainsi que plusieurs chansons, écrites sur les paroles de son frère Ira Gershwin (certaines très célèbres et déjà reprises par de nombreux jazzmen). On entend aussi un extrait (le finale) de son Concerto en fa pour piano et orchestre (1925). Musiques additionnelles de Johnny Green et Saul Chaplin
- Chorégraphie : Gene Kelly
- Photographie : Alfred Gilks et John Alton pour le ballet
- Montage : Adrienne Fazan
- Direction artistique : Cedric Gibbons et E. Preston Ames
- Décorateurs de plateau : Edwin B. Willis et F. Keogh Gleason
- Costumes : Orry-Kelly, Walter Plunkett (bal des beaux-arts), Irene Sharaff (ballet)
- Conseillers Technicolor : Henri Jaffa, James Gooch
- Pays de production :  États-Unis
- Langue : Anglais, Français, Allemand
- Format : Couleurs (Technicolor) - 1,37:1 - mono (Western Electric Sound System) - 35 mm
- Genre : Drame et film musical
- Durée : 113 minutes
- Dates de sortie : 
  - Royaume-Uni : 26 août 1951 (première à Londres)
  - États-Unis : 4 octobre 1951 (première à New York)
  - États-Unis : 9 novembre 1951 (première à Los Angeles)
  - États-Unis : 11 novembre 1951 (sortie nationale)
  - France : 30 juillet 1952
- Affiche : Roger Soubie (France)

## Distribution
- Gene Kelly (VF : Michel André) : Jerry Mulligan
- Leslie Caron (VF : Micheline Cevennes) : Lise Bouvier
- Oscar Levant (VF : Jean Martinelli) : Adam Cook
- Georges Guétary (VF : Georges Guétary, voix chantée ; Louis Velle, voix parlée) : Henri Baurel
- Nina Foch (VF : Paula Dehelly) : Milo Roberts
- Eugene Borden : Georges Matthieu
- Ann Codee : Thérèse

Acteurs non crédités
- Madge Blake
- Susan Cummings
- George Davis : François
- Mary Young : une vendeuse de fleurs

## Production

### Genèse
Les premières répétitions démarrent le 5 juin 1950 et les enregistrements des titres musicaux le 20 juillet. Le tournage, sans le ballet final, s’achève le 1er novembre. Les répétitions du ballet commencent le lendemain. L’enregistrement musical a lieu les 1er et 2 décembre, le tournage débutant le 6 décembre. À elle seule, la réalisation du ballet coûta à la production la somme de 542 000 dollars. Le tournage du ballet est achevé le 2 janvier 1951 et celui du film le 8 janvier. Le coût total de la production s’élevait à la somme 2 723 903 dollars. Il sortit en salles le 9 novembre 1951 et engrangea une recette totale de 8 005 000 dollars.

### Dates et lieu de tournage
Le film, à part les toutes premières minutes, est tourné en studio du 1er août 1950 au 8 janvier 1951 mais rappelle, par ses décors, de nombreux lieux de Paris : les quais de Seine, les fontaines de la Concorde, la façade de l'Opéra Garnier ou encore Montmartre.

### Numéros musicaux
- Love Is Here to Stay
- By Strauss
- Tra-la-la (This Time is Really Love)
- I Got Rhythm (chanté par Gene Kelly)
- I'll Build a Stairway to Paradise (chanté par Georges Guétary)
- 'S Wonderful (chanté par Gene Kelly et Georges Guétary, dansé par Gene Kelly)
- Nice Work If You Can Get It (chanté par Georges Guétary)
- Embraceable You (dansé par Leslie Caron)
- An American in Paris Ballet (dansé par Gene Kelly, Leslie Caron et ensemble)
- Strike Up the Band
- Concerto en fa pour piano et orchestre (interprété par Oscar Levant et le MGM Symphony Orchestra)

## Analyse
La séquence An American in Paris Ballet dure 16 minutes et, par ses décors, rend hommage à des peintres français (ou ayant travaillé en France): Dufy, Renoir, Utrillo, Rousseau, Van Gogh et Toulouse-Lautrec. Les couleurs et atmosphères se retrouvent dans chaque décor pour un rendu plus spectaculaire que jamais.
On retrouve aussi dans certains décors les clichés habituels que les étrangers se font sur la France et plus particulièrement, Paris.

## Distinctions

### Oscars
- Oscar du meilleur film
- Oscar de la meilleure direction artistique : Cedric Gibbons, E. Preston Ames, Edwin B. Willis, Keogh Gleason
- Oscar de la meilleure photographie (couleur) : Alfred Gilks et John Alton
- Oscar de la meilleure création de costumes (couleur) : Walter Plunkett, Irene Sharaff, Orry Kelly
- Oscar du meilleur scénario original : Alan Jay Lerner
- Oscar de la meilleure musique pour une comédie musicale : Johnny Green, Saul Chaplin

Nominations
- Oscar du meilleur réalisateur : Vincente Minnelli
- Oscar du meilleur montage : Adrienne Fazan

### Golden Globe Awards
- Golden Globe Award : Meilleur film musical ou comédie

Nominations
- Golden Globe Award : Meilleur réalisateur : Vincente Minnelli
- Golden Globe Award : Meilleur acteur dans un film musical ou une comédie : Gene Kelly

### Sélection
Le film a été présenté en sélection officielle en compétition au Festival de Cannes 1952.